# 莫妮卡·哈贝尔
莫妮卡·哈贝尔（波蘭語：Monika Chabel，1992年5月10日—），旧姓恰丘赫（Ciaciuch），波兰女子赛艇运动员。她曾代表波兰参加2016年和2020年夏季奥林匹克运动会赛艇比赛，其中2016年奥运会获得一枚铜牌。